# Mariano Friedick
Mariano Friedick (Tarzana, Califòrnia, 9 de gener de 1975) va ser un ciclista nord-americà que fou professional de 1997 a 2008. Va combinar també amb la pista, on va guanyar dues medalles als Campionats del món de persecució per equips.

## Palmarès en pista
- 1995
  -  Campió dels Estats Units en puntuació
  -  Campió dels Estats Units en persecució per equips
- 2000
  -  Campió dels Estats Units en persecució per equips
- 2003
  -  Campió dels Estats Units en persecució per equips

## Palmarès en ruta
- 2001
  - Vencedor d'una etapa al Tour de Gila
- 2004
  - 1r al Valley of the Sun Stage Race i vencedor d'una etapa
  - Vencedor d'una etapa al Pomona Valley Stage Race